# دوچرخه‌سواری در المپیک تابستانی ۱۹۹۶
دوچرخه‌سواری در بازی‌های المپیک تابستانی ۱۹۹۶ نام رویداد ورزش دوچرخه‌سواری در بازی‌های المپیک تابستانی بود که در سال ۱۹۹۶ برگزار شد.

## نتایج

### جاده
| رویداد           | طلا                      | نقره                     | برنز                         |
| رقابت جاده مردان | پاسکال ریچارد · سوئیس    | رولف سورنسن · دانمارک    | مکس شیاندری · بریتانیای کبیر |
| رقابت جاده زنان  | جینی لونگو · فرانسه      | ایملدا چیاپا · ایتالیا   | کلارا هیوز · کانادا          |
| تایم تریل مردان  | میگل ایندوراین · اسپانیا | آبرائام اولانو · اسپانیا | کریس بوردمن · بریتانیای کبیر |
| تایم تریل زنان   | زولفیا زابیرووا · روسیه  | جینی لونگو · فرانسه      | کلارا هیوز · کانادا          |

### پیست
| رویداد              | طلا                                                                     | نقره                                                                         | برنز                                                                  |
| رقابت امتیازی مردان | سیلویو مارتینلو · ایتالیا                                               | برایان والتون · کانادا                                                       | استوارت اوگریدی · استرالیا                                            |
| رقابت امتیازی زنان  | ناتالی لانسین · فرانسه                                                  | اینگرید هرینگا · هلند                                                        | لوسی تایلر-شرمن · استرالیا                                            |
| تعقیبی مردان        | آندرئا کولینلی · ایتالیا                                                | فیلیپ ارمنو · فرانسه                                                         | برادلی مک‌گی · استرالیا                                                |
| تعقیبی زنان         | آنتونلا بلوتی · ایتالیا                                                 | ماریون کلینیه · فرانسه                                                       | یودیت آرنت · آلمان                                                    |
| اسپرینت مردان       | ینس فیدلر · آلمان                                                       | مارتی نوتستاین · ایالات متحده آمریکا                                         | کورت هارنت · کانادا                                                   |
| اسپرینت زنان        | فلیسیا بالانژه · فرانسه                                                 | میشل فریس · استرالیا                                                         | اینگرید هرینگا · هلند                                                 |
| تعقیبی تیمی مردان   | فرانسه (FRA) · کریستف کاپل · فیلیپ ارمنو · ژان-میشل مونن · فرانسیس مورو | روسیه (RUS) · ادوارد گریتسون · نیکولای کوزنسوف · الکسی مارکوف · آنتون شانتیر | استرالیا (AUS) · برت آیتکن · استوارت اوگریدی · تیم اوشانسی · دین وودز |
| تایم تریل مردان     | فلوریان روسو · فرانسه                                                   | ارین هارتول · ایالات متحده آمریکا                                            | تاکانوبو جومونجی · ژاپن                                               |

### کوهستان
| رویداد            | طلا                   | نقره                   | برنز                             |
| کراس کانتری مردان | بارت برنچنس · هلند    | توماس فریشنکت · سوئیس  | میگل مارتینز · فرانسه            |
| کراس کانتری زنان  | پائولا پتزو · ایتالیا | الیسون سایدور · کانادا | سوزان دمتی · ایالات متحده آمریکا |

## جدول مدال‌ها
| رتبه | کشورها              | طلا | نقره | برنز | مجموع |
| ۱    | فرانسه              | ۵   | ۳    | ۱    | ۹     |
| ۲    | ایتالیا             | ۴   | ۱    | ۰    | ۵     |
| ۳    | هلند                | ۱   | ۱    | ۱    | ۳     |
| ۴    | اسپانیا             | ۱   | ۱    | ۰    | ۲     |
| ۴    | سوئیس               | ۱   | ۱    | ۰    | ۲     |
| ۴    | روسیه               | ۱   | ۱    | ۰    | ۲     |
| ۷    | آلمان               | ۱   | ۰    | ۱    | ۲     |
| ۸    | کانادا              | ۰   | ۲    | ۳    | ۵     |
| ۹    | ایالات متحده آمریکا | ۰   | ۲    | ۱    | ۳     |
| ۱۰   | استرالیا            | ۰   | ۱    | ۴    | ۵     |
| ۱۱   | دانمارک             | ۰   | ۱    | ۰    | ۱     |
| ۱۲   | بریتانیای کبیر      | ۰   | ۰    | ۲    | ۲     |
| ۱۳   | ژاپن                | ۰   | ۰    | ۱    | ۱     |